# Der singende Tor
Der singende Tor ist eine deutsch-italienische Gemeinschaftsproduktion aus dem Jahre 1939 von Johannes Meyer, eine ungewöhnliche Mischung aus Kriminal- und Gesangsfilm. Die Hauptrollen spielen Italiens Opernstar Beniamino Gigli und die norwegische Sängerin und Schauspielerin Kirsten Heiberg.

## Handlung
In einem römischen Park wird eines Nachts ein Mann erschossen. Am darauf folgenden Tag meldet sich der bekannte Tenor Carlo Franchetti bei der Polizei und behauptet, er habe den unbekannten Mann in Notwehr erschossen. Es kommt zu einem Gerichtsprozess, bei dem rasch Zweifel an Franchettis Aussage aufkommt, zumal in der Tasche des Toten ein Wechsel über 250.000 Lire aufgefunden wurde, unterzeichnet von dem angeblichen Todesschützen. Maria Franchetti, die Frau des Angeklagten, erscheint vor Gericht und beginnt zu erzählen, was sich in den vergangenen Jahren zugetragen hat, sozusagen die Vorgeschichte zu dieser Tat.
Rückblende: Einst trat Maria als Tänzerin in Opernaufführungen auf. Während einer Inszenierung von Romeo und Julia lernte sie Carlo kennen, und beide verliebten sich rasch ineinander. Es folgte, sehr zum Missvergnügen von Carlos Manager Tonani, die Hochzeit. Doch lange konnten Carlo und Maria ihr Glück nicht genießen, denn Tonani befürchtete sehr, dass sich nun sein größtes Gesangstalent mehr auf private Angelegenheiten konzentrieren würde, anstatt seiner Gesangskarriere nachzugehen. Und so verplante der Manager Carlo derart intensiv, sodass dieser vor lauter Tourneereisen und Gastspielauftritten überhaupt keine Zeit mehr für Gattin Maria, die zwischenzeitlich Carlo zuliebe sogar ihren Beruf aufgegeben hatte, aufbringen konnte. Kaum folgte Maria ihrem Gatten nach, war dieser schon wieder zu einem neuen Auftrittsort abgereist – selbstverständlich auf Veranlassung Tonanis.
Sich von ihrem Gatten allmählich entfremdend, beschloss Maria daraufhin, sich wieder ihrem erlernten Beruf, dem Tanz, zuzuwenden. Unterstützt von ihrem Ballettmeister Antonio Petroni, ließ sie sich darauf ein, einen Wechsel in Höhe von 250.000 Lire mit der Unterschrift ihres Gatten Carlo zu fälschen. Denn Maria hatte sich zwischenzeitlich in Antonio verliebt, und der verhandelte gerade mit einem US-amerikanischen Revuemanager namens James Kennedy über Marias Auftritte jenseits des Atlantiks. Der war jedoch nur dann bereit war, Antonios hochtrabende Amerika-Pläne zu unterstützen, wenn dieser eine finanzielle Sicherheit böte. Der Schwindel flog erwartungsgemäß in demjenigen Moment auf, als Kennedy bei Carlo auftauchte und die Einlösung des Wechsels forderte. Franchetti wusste erwartungsgemäß von nichts und stellte seine Frau daraufhin zur Rede. Als er von deren Betrugsversuch erfuhr, wandte sich Carlo von Maria ab und verschwand erst einmal mehrere Jahre lang aus ihrem Leben.
Maria Franchetti begann daraufhin hart an sich zu arbeiten, nicht zuletzt, um Kennedy gegenüber, der sie nun massiv unter Druck setzte, den falschen Wechsel einzulösen. Als wäre alles nicht schon schlimm genug, zerbrach die Illusion vom Glück mit Antonio recht bald. Kennedy, von der Polizei mittlerweile gesucht, kehrte in die Vereinigten Staaten zurück, wo eines Tages Carlo Franchetti, der in den USA als Sänger durch Bars und Kneipen tingelte, auf ihn traf. Carlo erfuhr, dass seine Frau seit langer Zeit ihn suchen würde und nahm daraufhin Kennedys Angebot an, als singender Musik-Clown auf eine von Kennedy gemanagten Europa-Tournee zu gehen. Wieder daheim in Rom, trafen die getrennten Eheleute nach langer Zeit wieder aufeinander, und Maria erklärte Carlo, dass Kennedy sie zuletzt regelrecht erpresst habe. Es kam daraufhin zu eben jener nächtlichen Begegnung im Park, bei der Kennedy die Schusswaffe gezückt habe. Es folgte einer Rangelei, bei der sich ein tödlicher Schuss löste. Der Rest ist Geschichte …
Zurück in der Gegenwart: Im Gerichtssaal herrscht angesichts der von Maria berichteten Vorgänge helle Aufregung, denn der Prozess hat dadurch eine vollkommen unerwartete Wendung genommen. Plötzlich erscheint eine Frau vor dem Richter. Es ist Peggy Kennedy, die Witwe des Getöteten. Sie erklärt, bei den Geschehnissen anwesend gewesen zu sein und bestätigt Marias Aussage. Carlo wird vom Mordverdacht freigesprochen und kann nun endlich mit seiner Ehefrau ein neues Leben beginnen und glücklich werden.

## Produktionsnotizen
Der singende Tor entstand im Sommer 1939 in Cinecittà (Rom), Drehschluss war Mitte September 1939. Der Film wurde in zwei Sprachversionen hergestellt, die italienische Fassung hieß Casa lontana. Die Uraufführung von Der singende Tor erfolgte am 22. Dezember 1939 in Berlins Capitol-Kino, die italienische Fassung feierte am 23. März 1940 ihre Premiere. Deutscher Alternativtitel ist Mord um Mitternacht.
Otto Ernst Lubitz übernahm die Produktionsleitung. Otto Gülstorff gestaltete die Filmbauten. Otto Untersalmberger sorgte für den Ton. Goebbels-Schwanger Max W. Kimmich lieferte die Filmidee, Willy Dehmel die deutschsprachigen Liedtexte. Der Südtiroler Ernst Rechenmacher übernahm die Aufnahmeleitung.
Der mit einer Jüdin verheiratete Kameramann-Veteran Werner Brandes beendete hiermit seine reichsdeutsche Filmkarriere. Er kehrte von den Dreharbeiten nicht mehr nach Deutschland zurück, sondern ließ sich zum Jahresende 1939 in der Schweiz nieder, ehe er bald nach Kriegsende in den USA eine neue Heimat fand.
Der bisweilen als Mitwirkender genannte Willi Schur konnte in der vorliegenden Fassung nicht gesichtet werden.

## Musik
Eigenständige Kompositionen (auf Italienisch wie auf Deutsch) waren das „Clown-Lied“, das Lied „Core’ngrato“, „Funiculi, Funicula“, „Ja und nein!“, „Maria: Tu sei per mi la vita“ sowie „Pur dolente son io“ aus der Oper „Romeó et Juliette“ von Jules Barbier und Michel Carré.

## Kritiken
Roman Herle urteilte in den Wiener Neuesten Nachrichten: „Der singende Tor ist Benjamino Gigli, die schönste Stimme der Welt, die Kehle, die der Film so gründlich nach Gold angezapft hat. Man wünschte sich manchmal eine aktivere, männlichere, würdigere Gestaltung seiner Rollen, man wünschte ihm bisweilen weniger Herz und Schmerz — aber, wenn diese wunderschöne, weiche, lyrische Stimme zu klingen und zu klagen anhebt, weiß man auf einmal, daß es so sein muß.“
Im Lexikon des Internationalen Films heißt es knapp: „Auch Giglis historische Gesangseinlagen können das matte Drehbuch nicht schmackhaft machen.“
In Boguslaw Drewniaks Der deutsche Film 1938–1945 ist zu lesen: „Der deutsch-italienische Gigli-Film „Der singende Tor“ stellte den gefeierten Sänger mitten in einen Kriminalprozess hinein. Was der Hauptfigur dieses Films nicht gelang, glich die herrliche Stimme Benjamino Giglis wieder aus. Stets überstrahlte seine Stimme die Handlung, u. a. sang er das temperamentvolle „Funiculi, Funicula““.